# 吉本坂46が売れるまでの全記録
『吉本坂46が売れるまでの全記録』（よしもとざかフォーティシックスがうれるまでのぜんきろく）は、テレビ東京で放送されていたドキュメンタリー番組である。
2018年4月4日（3日深夜）放送開始。毎週水曜日2時台（火曜日深夜、JST）に放送され、2019年4月3日（2日深夜） 以降は出演者を一新し「シーズン2」として放送し、2020年9月30日（29日深夜）放送終了。

## 概要
秋元康 がよしもと所属タレント約6,000人の中から選ばれたメンバーで結成されたアイドルグループ・吉本坂46。そのグループのオーディション過程、結成の瞬間から成長、そして売れるまでの姿を追いかけていく。
2018年8月29日、1時間スペシャルを放送。

## 出演者
第1期MC
- 東野幸治
- 松村沙友理（乃木坂46）
  - 和田まあや、中田花奈、阪口珠美（乃木坂46） - 松村が欠席の回に出演。
- 古川洋平（クイズ作家）

第2期（シーズン2）MC
- 今田耕司
- タカアンドトシ
- 坂道シリーズメンバー

## スタッフ
- 企画：秋元康
- スーパーバイザー：秋元伸介
- ナレーター：窪田等
- 構成：大井洋一、玉置高幸、ヒロエトオル
- CAM：小菅由晶、小野寺康敏、磯野伸吾
- 音声：角田康太、松橋利行、山崎勝彦、谷口貴三男、土渕裕貴
- CG：古賀麻美、内田美桜
- メイク：飛田さおり、佐野美穂子、高橋愛実、白川生美
- 技術協力：よしもとブロードエンタテインメント、極東電視台
- 編集：青沼伸幸、八木幹治、棚橋雄太郎、奥河内晋作、萩原隆司、岩谷洋平、久保田和樹、本間隆造、柴崎弘
- MA：大脇唯矢、金城徹、中村裕子、平山達也（中村・平山→エスユー）
- 音効：竹中幸治
- AD：小島直人、荒堀舞、高橋理恵、我妻和希、齊藤洋、中本星亜、加藤光一郎、塚野天
- AP：清原覚（清原→2019年9月頃 - ）、服部有紀子（服部→2018年7月4日 - ）、本山ひかる（本山→2020年4月・8月頃 - 、一時離脱→復帰）
- ディレクター：徳江雄一、松本真、藤野智宏、小島啓太、佐川直也、中野栞里、渡邉祥子、鈴木顕尚、菊池友加里、三原誠、齋藤慎一郎、林真凜、米永美里、有瀬典崇（林～有瀬→共に以前はAD）、小島哲太、新谷洋介、小石重蔵、高山和大、村松敬祐、川里利恵、吉川翔、藤原康太、堂田啓祐、上松真也、榎本幹人
- 演出：橋口洋之
- プロデューサー：神夏磯秀、武井大樹、我妻哲也、髙木伸二、三浦紹
- 制作協力：吉本興業、極東電視台
- 製作著作：吉本坂46製作委員会

### 過去のスタッフ
- AP：名古屋宏明、大本昌徳（大本→2019年11月頃 - ）、中野静香（中野→以前はAD）
- プロデューサー：中澤晋弥、加藤正和

## 放送時間
| 対象地域       | 放送局                | 系列           | 放送日時                     | 遅れ       |
| -------------- | --------------------- | -------------- | ---------------------------- | ---------- |
| 関東広域圏     | テレビ東京（TX）      | テレビ東京系列 | 水曜 2:05 - 2:35（火曜深夜） | 制作局     |
| 大阪府         | テレビ大阪（TVO）     | テレビ東京系列 | 木曜 2:35 - 3:05（水曜深夜） | 遅れネット |
| 愛知県         | テレビ愛知（TVA）     | テレビ東京系列 | 木曜 3:05 - 3:35（水曜深夜） | 遅れネット |
| 北海道         | テレビ北海道（TVh）   | テレビ東京系列 | 金曜 1:30 - 2:00（木曜深夜） | 遅れネット |
| 石川県         | テレビ金沢（KTK）     | 日本テレビ系列 | 月曜 1:30 - 2:00（日曜深夜） | 遅れネット |
| 山口県         | テレビ山口（tys）     | TBS系列        | 月曜 0:50 - 1:20（日曜深夜） | 遅れネット |
| 福岡県         | TVQ九州放送（TVQ）    | テレビ東京系列 | 日曜 2:30 - 3:00（土曜深夜） | 遅れネット |
| 岡山県、香川県 | テレビせとうち（TSC） | テレビ東京系列 | 金曜 1:05 - 1:35（木曜深夜） | 遅れネット |